# Kick and Run
Kick and Run (キック アンド ラン?, Kikku ando Ran) è un videogioco di calcio pubblicato nel 1986 dalla Taito per arcade e nel 1988 per Famicom Disk System. In Europa era diffuso il suo bootleg Mexico 86, prodotto dalla Micro Research. Il gioco non ha avuto sequel, ma dal 1990 la compagnia ha investito sulla serie di videogiochi calcistici Football Champ. Nel 2007 è stato riproposto per PlayStation 2 nella raccolta Taito Memories II Jōkan.

## Modalità di gioco
Kick and Run può essere giocato fino a quattro giocatori contemporaneamente (fino a due per squadra). Caratteristiche principali sono la grande varietà di tecniche come palleggi, colpi di testa in elevazione, rovesciate e tuffi di testa, come anche provocare falli e conseguenti punizioni e calci di rigore.
Sono presenti due tempi di gioco da 45 secondi (variabili secondo le impostazioni DIP switch della macchina). In caso di pareggio, l'esito della partita in corso è data ai rigori, dove le parate sono basate solo sulla fortuna.
Il titolo propone la visuale isometrica dal lato lungo del campo, con scorrimento orizzontale; Nella versione originale del cabinato, oltre a joystick e un pulsante, un pedale consente all'utente di calciare e utilizzare i contrasti. Da notare come il portiere è manovrabile come qualsiasi altro giocatore di movimento, e lo si può portare fino nell'area avversaria a segnare un gol.
All'inizio del gioco viene proposta la possibilità di scegliere una tra sette nazionali, per poi affrontare le altre sei in ordine variabile. Il gioco contro il computer può terminare anche direttamente dopo il primo tempo, se la propria squadra è in svantaggio.
Un'impostazione della macchina può limitare a solo due le partite massime, per cui se si vince la prima si passa direttamente in finale.
Al termine del primo tempo si può assistere ad uno spettacolo di cheerleader: le ragazze talvolta effettuano un ballo, in altre occasioni con differenti posizioni del corpo compongono il nome di una delle nazionali partecipanti al torneo.

## Squadre selezionabili
Le squadre disponibili hanno differenze anche nelle prestazioni, ad esempio tiro più potente o maggiore velocità dei giocatori.
- Argentina
- Brasile
- Germania Ovest
- Giappone
- Inghilterra
- Italia
- Stati Uniti

Nessuna nazionale (se non gli USA) ha la divisa con i colori corretti rispetto a quelli reali, e l'Inghilterra viene rappresentata con la bandiera del Regno Unito.